# Halsebach
Der Halsebach ist ein 9,34 km langer rechter Nebenfluss der Aller in der norddeutschen Tiefebene bei Verden (Aller).

## Geographie

### Verlauf
Der Halsebach entspringt ca. 1 km südlich der zur Gemeinde Kirchlinteln gehörenden Ortschaft Holtum (Geest), unmittelbar westlich der Bahnverbindung von Rotenburg (Wümme) nach Verden (Aller) und fließt zunächst in südwestlicher Richtung. Er fließt nördlich an Scharnhorst (Verden) vorbei und unterquert zwischen den Autobahnanschlussstellen Verden-Nord und Verden-Ost die A 27. In westlicher Richtung weiter, fließt der Halsebach bei Neumühlen zwischen dem Naturschutzgebiet Verdener Dünen und Dauelsen nördlich an Verden vorbei, verläuft nördlich des Sachsenhains und mündet schließlich in die Aller, kurz bevor diese in die Weser mündet.

## Zustand
Das Gewässer hat in seinem Oberlauf die Gewässergüte II–III: kritisch belastet und später die Gewässergüte II: mäßig belastet.
Im Halsebach wurden zwei Wasserkäferarten (Haliplus wehnckei und Hydroporus discretus) nachgewiesen, die auf der Roten Liste für das niedersächsische Flachland als gefährdet angesehen werden.
Der Halsebach fällt seit einigen Jahren zeitweise weitgehend trocken. Naturschutzverbände sehen einen Zusammenhang mit einer Grundwasserabsenkung im Einzugsgebiet durch Entnahmen für die Trinkwassergewinnung.

## Nutzung
Früher wurde die Halse als Mühlbach von mehreren Wassermühlen genutzt.